# Fernando Robles Capalla
Fernando Robles Capalla (sinh 1934) là một Giám mục người Philippines củaGiáo hội Công giáo Rôma. Ông nguyên là Tổng giám mục chính tòa Giáo phận Davao, Chủ tịch Hội đồng Giám mục Philippines. Trước đây, ông còn là Giám mục Vùng truyền Giáo Iligan, sau đó làm Giám mục chính tòa giáo phận này, các chức danh Giám mục phụ tá, Tổng giám mục Phó của Davao trước khi thành Tổng giám mục chính tòa.

## Tiểu sử
Tổng giám mục Fernando Robles Capalla sinh ngày 1 tháng 11 năm 1934 tại Leon, thuộc Philippines. Sau quá trình tu học dài hạn tại chủng viện theo quy định của Giáo luật, ngày 18 tháng 3 năm 1961, Phó tế Capalla, 27 tuổi, tiến đến việc được truyền chức linh mục, do Giám mục Juan Nicolasora Nilmar, Giám mục Phụ tá Tổng giáo phận Jaro chủ sự. Tân linh mục cũng chính là thành viên linh mục đoàn của Tổng giáo phận Jaro.
Sau hơn 10 mục cử hành các công việc mục vụ trên cương vị là một linh mục, ngày 2 tháng 4 năm 1975, tin tức từ Tòa Thánh cho biết Giáo hoàng đã quyết định tuyển chọn linh mục Fernando Robles Capalla làm Giám mục, cụ thể là chức Giám mục Phụ tá Tổng giáo phận Davao, với danh hiệu Giám mục Hiệu tòa Grumentum. Tân giám mục được cử hành các nghi thức tấn phong sau đó vào ngày 18 tháng 6 cùng năm, với sự chủ sự nghi lễ của 3 giáo sĩ cấp cao. Chủ phong cho tân giám mục là Tổng giám mục Bruno Torpigliani, Sứ thần Tòa Thánh tại Philippines. Hai vị khác trong vai trò phụ phong là Tổng giám mục Artemio Gabriel Casas, Tổng giám mục chính tòa Tổng giáo phận Jaro và Tổng giám mục chính tòa Tổng giáo phận Manila Jaime Lachica Sin . Tân giám mục chọn cho mình châm ngôn:Sentire cum Ecclesiæ.
Sau hơn một năm tại Davao trên cương vị Giám mục Phụ tá, ngày 25 tháng 4 năm 1977, Tòa Thánh thông báo việc thuyên chuyển Giám mục Capalla làm Giám mục Vùng truyền giáo Iligan. Hơn một năm sau đó, ông từ nhiệm danh hiệu Giám mục Hiệu tòa Grumentum. Hơn 5 năm sau khi chuyển về Iligan, Tòa Thánh công bố quyết định nâng cấp Vùng truyền giáo này lên hàng Giáo phận, đồng thời tái xác nhận vị trí cho Giám mục Capalla, với danh hiệu mới là Giám mục chính tòa.
Hơn 15 năm phục vụ tại Iligan của Giám mục Capalla chấm dứt bằng quyết định từ phía Tòa Thánh công bố ngày 28 tháng 6 năm 1994, qua đó, Giáo hoàng thăng Giám mục Fernando Robles Capalla lên hàng Tổng giám mục, chức danh mới là Tổng giám mục Phó của Tổng giáo phận Davao. Hơn hai năm sau đó, ngày 6 tháng 10 năm 1996, ông chính thức kế nhiệm trở thành Tổng giám mục chính tòa Davao.
Ngày 11 tháng 2 năm 2012, Tòa Thánh thông báo chấp thuận đơn xin từ nhiệm vì lí do tuổi tác của Tổng giám mục Capalla, chấm dứt  hơn 15 năm trên cương vị người đứng đầu Tổng giáo phận Davao của ông.
Ngoài các nhiệm vụ chính từ Tòa Thánh, Tổng giám mục Capalla còn đảm nhận thêm trọng trách khác như Chủ tịch Hội đồng Giám mục  Philippines từ tháng 9 năm 2003 đến năm 2005.